# فیشتافت
فیشتافت (به انگلیسی: Fishtoft) یک روستا و محله مدنی در بریتانیا است که در Boston واقع شده‌است. فیشتافت ۶٬۸۳۵ نفر جمعیت دارد.